# Etuwe Prince Eboagwu
Etuwe Prince Eboagwu, född 7 juni 1986 i Lagos, är en nigeriansk fotbollsspelare som senast spelade för litauiska FK Kruoja Pakruojis. Eboagwu spelar som mittfältare.
Eboagwu spelade 17 matcher och gjorde tre mål för Åtvidabergs FF i Allsvenskan 2010. I Superettan 2011 spelade han 11 matcher för klubben och gjorde 2 mål. Han kom till Brage från Åtvidabergs FF inför säsongen 2012 och skrev då ett treårskontrakt med Borlängeklubben.
Den 21 februari 2014 skrev Eboagwu på för division 2-klubben Syrianska IF Kerburan.